# Герб Оричевского района
Герб муниципального образования «Оричевский район» — опознавательно-правовой знак, составленный и употребляемый в соответствии с правилами геральдики, служащий символом муниципального района «Оричевский район» Кировской области Российской Федерации.

## Описание герба
Описание герба:
В золотом поле с серебряной мурованной чёрным оконечностью зелёная огуречная лоза с тремя листками и двумя противонаправленными огурцами, сопровождаемая вверху чёрной сломанной стрелой.
Имеющиеся изображения герба не включают чёрную сломанную стрелу.

## Обоснование символики
Обоснование символики:
Герб языком символов и аллегорий передает природные, историко-культурные и экономические особенности района.
 
Огуречная лоза с огурцами символизирует традиции по выращиванию и особой засолке огурцов в селе Истобенске. Праздник «Истобенский огурец» стал визитной карточкой села и прославил весь район не только в регионе, но и по всей России. Кроме того огуречная лоза, а также золотой цвет поля символически отражает в целом сельскохозяйственную развитость района.
Мурованная серебряная оконечность символизирует богатые традиции района по производству строительных материалов и, в частности, силикатного кирпича: предприятие «Силикат» — уникально для Кировской области.

На территории района расположен объект по уничтожению химического оружия, который выполняет важную функцию не только в масштабах страны, но и в рамках международных соглашений по разоружению и поддержанию мира. Объект по уничтожению химического оружия «Марадыковский» символически отражён в гербе сломанной стрелой.

## История создания
- 11 июня 2014 — герб района утверждён решением Оричевской районной Думы[3].